# Leipziger Konvent
Am 26. Februar 1631 begann in Leipzig eine von Johann Georg I.  initiierte Konferenz der protestantischen Reichsstände, der Leipziger Konvent. In dieser Konferenz wurde der bisherige Verlauf und die Möglichkeiten zur Beendigung des seit mehr als 10 Jahren laufenden Dreißigjährigen Krieges erörtert.  Die protestantischen Reichsstände, die zwischen dem 28. März und 4. April 1631 die Erklärung des Leipziger Konvents unterzeichneten, werden als Leipziger Bund bezeichnet.

## Vorgeschichte
Kaiser Ferdinand II. hatte am 6. März 1629 das Restitutionsedikt erlassen. Die zentrale Aussage des Restitutionsediktes war, dass jede Wegnahme und Entfremdung von katholischem Kirchengut nach dem Passauer Vertrag von 1552 nicht rechtmäßig gewesen sei. Dies hätte bedeutet, dass die ursprünglichen Besitzer ihre inzwischen säkularisierten Güter zurückerhalten müssten. Eine Verweigerung der Restitution sollte geächtet werden. Vom Restitutionsedikt waren zwei Erzbistümer, elf Bistümer, über 500 Klöster und zahlreiche andere Kirchengüter betroffen. Die Habsburger gedachten durch die Rück-Übernahme der norddeutschen Bistümer ihre Macht im Reich zu festigen und den dänischen sowie niederländischen Einfluss im norddeutschen Raum zurückzudrängen.
In Mitteldeutschland hätte die Umsetzung des Ediktes die Rückgabe des Grundbesitzes des Erzbistums Magdeburg und des Bistums Halberstadt bedeutet. Der Grundbesitz der Bistümer Merseburg, Naumburg und Zeitz sollte aufgrund von politischen Rücksichtnahmen dem Kurfürsten von Sachsen überlassen bleiben. 
Die protestantischen Reichsfürsten befürchteten ihre de facto bestehende Unabhängigkeit zu verlieren, und außerdem hätte eine Rückgabe der Kirchengüter auch die Existenz vieler kleinerer Herrschaften in Frage gestellt, und die Umwälzung der Eigentumsverhältnisse hätte die Ordnung im Reich enorm gefährdet. Gegen das Restitutionsedikt erhoben sich sofort die protestantischen Reichsstände, und selbst der Oberbefehlshaber des kaiserlichen Heeres Wallenstein lehnte das Restitutionsedikt als politisch unvernünftig ab. Ihm war klar, dass die Protestanten das Edikt niemals akzeptieren würden, und damit war absehbar, dass das Edikt die gegnerische protestantische Koalition verstärken würde und die Gefahr einer unvorhersehbaren Verlängerung des Krieges bestand. 
Am 6. Juli 1630 landete der Schwedenkönig Gustav II. Adolf mit 13.000 Mann auf Usedom. Durch den Einfall der Schweden waren die kurbrandenburgischen Besitzansprüche auf Pommern bedroht, und deshalb hoffte der calvinistische Kurfürst Georg Wilhelm von Brandenburg auf die Unterstützung des sächsischen Kurfürsten Johann Georg. Als Lutheraner war Johann Georg jedoch nicht ohne weiteres bereit, den Brandenburger zu unterstützen. Vielmehr verfolgte er weiterhin seine unversöhnliche Religionspolitik gegenüber dem reformierten Glaubensbekenntnis und blieb bei seiner toleranten Haltung gegenüber der katholischen Glaubenslehre. Er war schon 1620 nicht bereit gewesen, den calvinistischen böhmischen König Friedrich von der Pfalz in der Schlacht am Weißen Berg gegen die Habsburger und die katholische Liga militärisch zu unterstützen. Als Lohn für die kaiserfreundliche Haltung hatte ihm der Kaiser für seine Kriegsausgaben entschädigt und ihm die Pfandschaft über die Oberlausitz und die Niederlausitz übertragen. Deshalb blieben die Lausitzen und Schlesien von der vom Kaiser betriebenen blutigen Rekatholisierung Böhmens verschont.

## Ziele des Leipziger Konvents
Während des Regensburger Kurfürstentages von 1630 hatte der Kaiser den Kurfürsten von Sachsen aufgefordert, beide Lausitzen gegen das Herzogtum Mecklenburg des in Ungnade gefallenen Wallenstein umzutauschen. Mit dem Umtausch wäre der sächsische Kurfürst direkt den Angriffen des Schwedenkönigs ausgesetzt gewesen und hätte deshalb ein Bündnis mit dem Kaiser benötigt, was erhebliche Konflikte mit den protestantischen Reichsfürsten zur Folge gehabt hätte. Die geforderte Rückgabe beider Lausitzen widersprach auch der von Johann Georg verfolgten Territorialpolitik in Mitteldeutschland. Außerdem sah der sächsische Kurfürst seinen Grundbesitz in den säkularisierten Bistümern und die sächsischen Ansprüche auf die Administration des Erzbistums Magdeburg gefährdet. Es war also eine neue, umfassende, von allen Protestanten getragene Strategie erforderlich, um die Forderungen des Kaisers mit klaren und unmissverständlichen Worten abzuwehren. An den Vorbereitungen eines Konvents aller protestantischen Reichsfürsten war mit Kurfürst Georg Wilhelm auch Brandenburg  beteiligt. 
Von Februar bis April 1631 trafen die Kurfürsten von Sachsen und Brandenburg zusammen mit Wilhelm und Bernhard von Sachsen-Weimar, Johann Kasimir von Sachsen-Coburg, Johann Philipp von Sachsen-Altenburg, Wilhelm von Hessen-Kassel, Christian von Brandenburg-Bayreuth und weiteren 160 protestantischen Fürsten und Reichsständen zum Leipziger Konvent. Am 28. März 1631 wurde eine Erklärung zur Rücknahme des Restitutionsediktes verabschiedet, die den Charakter einer ultimativen Kriegserklärung hatte.
Die Teilnehmer des Leipziger Konvents erklärten das Restitutionsedikt zur Wurzel ständiger Unruhe im Reich, bezeichneten das Edikt als Missachtung der reichsrechtlichen Bestimmungen des Augsburger Religionsfriedens und forderten Ferdinand II. zur Rücknahme des Ediktes auf. Die Erklärung des Leipziger Konvents, auch Leipziger Manifest genannt, wurde neben den bereits genannten Fürsten, mit Ausnahme von Bernhard von Sachsen-Weimar, von Vertretern der Fürsten von Anhalt, Baden, Braunschweig-Lüneburg und Mecklenburg, von Vertretern der Städte Lübeck, Frankfurt am Main, Mühlhausen, Nordhausen, Nürnberg und Straßburg, von der protestantischen Äbtissin von Quedlinburg sowie von vielen kleinen protestantischen Adligen und kleinen unabhängigen Städten unterzeichnet. Der ehemalige Kurfürst von der Pfalz, Friedrich V., der Herzog von Pommern, Bogislaw XIV., und die Stadt Magdeburg unterzeichneten das Leipziger Manifest nicht und bekundeten stattdessen ihre Bündnistreue zum schwedischen König Gustav II. Adolf.
Am 4. April 1631 sandte Johann Georg I. das Leipziger Manifest an den Kaiser. Der sächsische Kurfürst erhoffte mit der Erklärung der protestantischen Reichsstände, eine starke Verhandlungsposition gegenüber Ferdinand II. zu erhalten. Er beabsichtigte außerdem, eine dritte Partei aufzubauen, die sich einerseits gegen die Zentralisierungsbestrebungen Ferdinands II. stellt, andererseits den schwedischen Vormarsch unter Gustav II. Adolf stoppt. Der Leipziger Konvent beschloss deswegen auch, ein Heer von 40.000 Mann aufzustellen, befehligt von Hans Georg von Arnim. Das Heer sollte ausschließlich Verteidigungszwecken dienen und von den jeweiligen Reichskreisen aufgestellt und unterhalten werden. Das Oberkommando und die Koordinierung sollte der Kurfürst von Sachsen übernehmen.
Der Leipziger Konvent forderte die katholischen Reichsstände zu gemeinsamen Friedensverhandlungen auf. Die katholischen Reichsstände reagierten jedoch nicht auf die Vorschläge der Protestanten. Ebenso ignorierte der Kaiser das Angebot des Kurfürsten von Sachsen und des Kurfürsten von Brandenburg, ihm nach Rücknahme des Restitutionsediktes militärische Unterstützung gegen reichsfremde Heere zu leisten. Eine Weigerung des Kaisers hätte zur Folge, dass nur er als Kaiser für die Folgen verantwortlich sei, denn nach dem Eingreifen der Schweden sei eine Neutralität nicht länger möglich, und die Protestanten seien nicht bereit, sich zwischen den Schweden und dem Kaiser aufreiben zu lassen. Nachdem der Kaiser nicht reagierte, stellten sich am 21. April 1631 die protestantischen Fürsten des Leipziger Bundes gegen den Kaiser.

## Folgen des Leipziger Konvents
Der schwedische König Gustav II. Adolf, der sich als Streiter für die deutschen Protestanten ausgab, beantwortete die Politik des Leipziger Konvents mit der Erstürmung der brandenburgischen Festungen Küstrin und Frankfurt im April 1631. Beide Städte wurden tagelang von schwedischen Truppen geplündert und gebrandschatzt, obwohl dort vorwiegend protestantische Bürger lebten. 
Der Kaiser beantwortete den Widerstand des Leipziger Bunds und den Vorstoß der Schweden mit der Belagerung, Eroberung und Brandschatzung von Magdeburg im Mai 1631. Am 4. September 1631 rückten die kaiserlichen Truppen unter Johann T’Serclaes von Tilly in Sachsen ein und plünderten die Stadt Merseburg. Zwei Tage später rückte Tilly vor Leipzig und beschoss die Messestadt. Dies zwang den sächsischen Kurfürsten zur Aufgabe seiner bisherigen Neutralitätspolitik. 
Der Oberbefehlshaber der sächsischen Armee, Hans Georg von Arnim, überzeugte schließlich Johann Georg I., ein Bündnis mit den Schweden einzugehen. Am 11. September 1631 wurde in Coswig der schwedisch-sächsische Bündnisvertrag unterzeichnet, und am 17. September 1631 besiegten die verbündeten Schweden und Sachsen in der Schlacht bei Breitenfeld das Heer der katholischen Liga.
Aufgrund des Verlaufes des Krieges im Jahr 1631 blieben die Beschlüsse des Leipziger Konvents gegenstandslos. Johann Georg I. erreichte jedoch im Prager Frieden vom 30. Mai 1635 zwischen dem Kaiser, der katholischen Liga und Kursachsen, dass das Restitutionsedikt bis zum Jahr 1675 ausgesetzt wurde. Außerdem wurden die beiden Lausitzen dem Kurfürstentum Sachsen übertragen. 
Während der Verhandlungen zum Westfälischen Frieden von 1648 musste die Rücknahme des Restitutionsediktes nicht mehr besprochen werden.
Das Scheitern der Politik des Leipziger Konvents führte dazu, dass Sachsen in den 1630er und 1640er Jahren ein ständiger Kriegsschauplatz war. Sachsen wurde von der kaiserlichen und schwedischen Soldateska verwüstet, seine Bevölkerung reduzierte sich bis zum Kriegsende um die Hälfte auf 400.000 Menschen. Die letzten schwedischen Truppen verließen Sachsen erst am 30. Juni 1650.